# Jackie Galloway
Pour les articles homonymes, voir Galloway.
Jackie Galloway, née le 27 décembre 1995 à Crown Point, est une taekwondoïste américaine médaillée de bronze aux Jeux olympiques d'été de 2016 dans la catégorie des plus de 67 kg. Elle possède également la nationalité mexicaine.

## Carrière
Jackie Galloway est médaillée de bronze aux Jeux olympiques d'été de 2016 à Rio de Janeiro dans la catégorie des plus de 67 kg gagnée en finale de répéchage face à la française Gwladys Épangue.
Elle avait obtenu la médaille de bronze aux mondiaux de 2015 à Tcheliabinsk après une défaite en demi-finale face à la sud-coréenne Oh Hye-ri.